# Roman de Ravenna
Roman (d. 596 sau 597) a fost exarh de Ravenna între 589 și 596 sau 597.
Roman a devenit exarh în 589 în locul lui Smaragdus, care căzuse în dizgrație. În primul an de mandat, Roman a reușit să recucerească de la longobarzi orașele Modena, Reggio, Parma, Piacenza, Altino și Mantova.
În 592 papa Grigore I a făcut un apel către exarhul de Ravenna pentru a trimite ajutor orașului Napoli, supus atacului longobard, însă Romanus a socotit ca fiind mai prudent să se mențină în Italia centrală. În aceste condiții, papa a fost nevoit să încheie pacea cu Ducatul de Spoleto pentru a salva Napoli. La puțină vreme după aceea, longobarzii au ocupat Perugia, la care Roman a trimis o armată pentru a reocupa Umbria. Regele longobard Agilulf, luând notă de atacul exarhului, a străbătut Italia centrală, ajungând chiar să amenințe direct Roma. Disperat de lipsa de sprijin a exarhului (R. A. Markus îl descrie pe acesta ca fiind "un mare spin în tabăra lui Grigore"), papa a încercat să ocolească autoritatea lui Roman prin apelul făcut în 595 direct către împăratul bizantin Mauriciu, însă această încercare nu a dat roade, dat fiind că Mauriciu era interesat în operațiunile din Balcani, unde Imperiul trebuia să țină piept incursiunilor avarilor și slavilor.
Roman a murit la puțină vreme după aceea și a fost succedat de către Callinic, care se va dovedi mai conciliator în relația cu papalitatea.